# Тамбовська картинна галерея
Тамбовська обласна картинна галерея — найбільший художній музей Тамбова і Тамбовської області. Розташована на Радянській вулиці, в Парку культури і відпочинку.

## Будівля
У 1890 році міською управою було виділено обер-камергеру імператорського двору Е. Д. Наришкіну за його клопотанням ділянку землі під будівництво будівлі для Суспільства народних читань. Заставлену 14 травня 1891 року будівлю, що була побудована в 1892 році за проектом А. С. Четверикова. Добротна, збудовану з червоної цегли, будівлю не можна віднести до певного стилю. Головне досягнення полягає в тому, що будівля може служити зразком високої майстерності цегляної кладки. Будівля була побудована за півтора року з використанням найсучасніших (до того часу) будівельних матеріалів. Воно було забезпечено водопроводом, каналізацією та електрикою. Із його введенням місто придбало прекрасне книгосховище і величезний зал для зборів громадськості на 600 осіб. Поруч, з східної сторони, був побудований флігель (на основі старої гауптвахти) з квартирами доглядача і бібліотекаря, з 1894 він використовувався як книжковий склад. 1 липня 1894 року була відкрита читальня, яка отримала назву, затверджене імператором, Наришкінською. У будинку було обладнано книгосховище або Особлива бібліотека. У 1896 році відкрилася Видачна бібліотека, розмістився історико-етнографічний музей. З історією будівлі пов'язані імена багатьох громадських діячів, представників російської культури: художника В. Полєнова, літературознавця В. П. Хрущова та інших.

## Історія галереї
У 1918 році на основі художнього відділу Наришкінської читальні і націоналізованих творів з приватних зібрань Арапових, Баратинських, Болдиревих, Наришкіних, Строганових в Тамбові був створений губернський художній музей, який був закритий в 1929 році, а його фонди увійшли до складу краєзнавчого музею. З 1932 року на другому поверсі працював перший у Тамбові звуковий театр «Комсомолець». У Наришкінську читальню в 1923 році було передано Центральне губернське книгосховище, а через рік — Центральна губернська (з 1937 року — обласна) бібліотека, яка отримала ім'я А. С. Пушкіна. У 1979 році бібліотека переїхала в нову, окрему будівлю, а в колишній будинок Наришкінської читальні в 1983 році була переведена картинна галерея, урочисте відкриття якої відбулося в липні того ж року.